# 332 aC
L'any 332 aC va ser un any del calendari romà prejulià. A la República i a l'Imperi Romà es coneixia com l'Any del consolat de Calví i Arvina (o també any 422 ab urbe condita o de la Fundació de Roma). La denominació «332 aC» per a aquest any s'ha emprat des de l'edat mitjana, quan el calendari Anno Domini va ser el mètode prevalent a Europa per a anomenar els anys.

## Esdeveniments

### Antiga Grècia
- Alexandre el Gran que no pot apoderar-se en un principi la ciutat de Tir, organitza el Setge de Tir i l'ocupa al cap de set mesos. Es diu que el rei macedoni estava tan furiós per la defensa de Tir i la pèrdua dels seus homes que destrueix mitja ciutat. Segons Flavi Arrià, les baixes entre els tirians van ser d'uns vuit mil homes, mentre que els macedonis en van perdre quatre cents. Alexandre perdona al rei Azemilc i a la seva família, però els 30.000 habitants i estrangers són capturats i venuts com esclaus. A continuació ocupa Damasc.[2][3]
- Abdalònim, un jardiner descendent de reis, és nomenat rei de Sidó per Alexandre el Gran.[4]
- Alexandre el Gran conquereix Egipte i funda la ciutat d'Alexandria.[5][6]
- Amfòters i Hegèloc, generals macedonis, continuen la neteja dels militars perses que dominaven les illes gregues de la mar Egea, un encàrrec d'Alexandre el Gran fet l'any anterior (333 aC).[7]

### Antiga Roma
- Aquest any són elegits cònsols Gneu Domici Calví i Aulus Corneli Cos Arvina. El pretor urbà Luci Papiri, fa aprovar una llei, la lex Papiria de civitate que concedeix als habitants de la ciutat d'Acerra el dret de civitas sine suffragio, ciutat sense sufragi.[8]
- Marc Papiri Cras és nomenat dictador davant del perill d'una invasió dels gals. Va deixar el càrrec quan es va comprovar que la sospita no tenia fonament.[9]
- Alexandre I, rei de l'Epir, responent a una petició dels tarentins va a Itàlia i lluita contra els Lucans i els Brucis. Després de derrotar els samnites i lucans prop de Paestum, fa un tractat amb Roma.[10][11]